# Craterolophus macrocystis
Craterolophus macrocystis is een neteldier uit de klasse Staurozoa. 
Het dier komt uit het geslacht Craterolophus en behoort tot de familie Craterolophidae. Craterolophus macrocystis werd in 1884 voor het eerst wetenschappelijk beschreven door von Lendenfeld.